# Hoàng Phi Hồng (phim 1991)
Hoàng Phi Hồng (chữ Hán: 黃飛鴻, tựa tiếng Anh: Once Upon a Time in China) là một bộ phim hành động - võ thuật Hồng Kông của đạo diễn Từ Khắc, phát hành vào năm 1991. Phim có sự tham gia của Lý Liên Kiệt, Quan Chi Lâm và một số diễn viên khác. Phim có nội dung dựa theo cuộc đời của võ sư Trung Hoa Hoàng Phi Hồng. Đây là bộ phim đầu tiên trong loạt phim Hoàng Phi Hồng của Lý Liên Kiệt.

## Nội dung
Bộ phim lấy bối cảnh ở Phật Sơn, Trung Quốc vào khoảng cuối thế kỷ 19 dưới triều đại nhà Thanh. Lưu Vĩnh Phúc, chỉ huy của Quân Cờ Đen, mời Hoàng Phi Hồng lên tàu của ông để xem màn biểu diễn múa lân. Một số thủy thủ trên con tàu Pháp gần đó nghe tiếng pháo nổ và hiểu lầm tàu của Lưu đang bắn họ, vì vậy họ đã bắn trả và làm người múa lân bị thương. Phi Hồng nhặt đầu lân lên và hoàn tất màn trình diễn. Lưu bình luận về tình hình nguy hiểm mà đất nước Trung Quốc đang gặp phải, sau đó tặng cho Phi Hồng một chiếc quạt tay có ghi tất cả hiệp ước bất bình đẳng được ký giữa Trung Quốc và các nước khác.
Phi Hồng là người dạy võ thuật cho những dân quân ở Phật Sơn. Anh cũng làm chủ tiệm thuốc y học cổ truyền Bảo Chi Lâm, và có ba người đệ tử là Lâm Thế Vinh, Tô "răng hô" và Lăng Vân Khải. Phi Hồng gặp Thiếu Quân, con gái của một người anh trai của ông nội anh. Mặc dù cô bằng tuổi anh, nhưng anh vẫn phải gọi cô là "Dì Mười Ba" vì vai vế của cô được xem là lớn hơn anh. Cả hai đều nảy sinh tình cảm với nhau, nhưng phải che giấu tình yêu của họ vì nó bị xem là điều cấm kỵ trong xã hội Trung Quốc bảo thủ thời bấy giờ.
Lương Khoan cùng với một đoàn hát đến Phật Sơn để biểu diễn. Anh tình cờ gặp Dì Mười Ba và phải lòng cô. Anh cũng gặp rắc rối với băng đảng Sa Hà, bọn côn đồ chuyên bắt nạt và moi tiền người dân. Một cuộc giao chiến diễn ra giữa nhóm dân quân và băng đảng Sa Hà trong khi Phi Hồng đang gặp quan tuần phủ tại một nhà hàng. Bọn côn đồ bỏ chạy sau khi bị Phi Hồng đánh tơi tả. Quan tuần phủ buộc tội Phi Hồng về sự hỗn loạn này và bắt giữ các thành viên dân quân. Phi Hồng đối mặt với thủ lĩnh băng đảng Sa Hà, đánh gục hắn và bắt hắn giao cho quan lớn, nhưng hắn được thả ra vì không ai dám ra làm nhân chứng chống lại hắn.
Trong khi đó, Lương Khoan gặp Nghiêm Chấn Đông - một võ sư đến từ miền Bắc - và quyết định đi theo ông ta. Nghiêm sư phụ muốn nổi tiếng và mở một võ đường ở Phật Sơn, nhưng ông cần phải chứng minh tài năng của mình trước. Đêm đó, băng đảng Sa Hà đốt cháy tiệm thuốc Bảo Chi Lâm để trả thù, sau đó chúng bỏ chạy và trú ẩn dưới trướng Jackson, một quan chức người Mỹ. Để đền đáp sự bảo vệ từ Jackson, băng đảng Sa Hà đã giúp tên người Mỹ điều hành đường dây buôn người của hắn bằng cách bắt cóc phụ nữ Trung Quốc để đưa qua Mỹ làm gái mại dâm. Khi Phi Hồng và quan tuần phủ đang xem hát tuồng thì băng đảng Sa Hà tấn công và cố gắng ám sát hai người. Kế hoạch của chúng thất bại nhưng nhiều người dân vô tội tại rạp hát bị thương. Quan tuần phủ buộc tội Phi Hồng và đe dọa sẽ bắt giữ anh, nhưng vẫn cho phép anh chăm sóc những người bị thương.
Trong khi chăm sóc những người bị thương trong Bảo Chi Lâm, Phi Hồng gặp một người công nhân Trung Quốc vừa trốn thoát khỏi nước Mỹ, ông ta kể về việc mình bị đối xử tàn nhẫn ở Mỹ. Ngay sau đó, Nghiêm sư phụ đến thách đấu Phi Hồng để xem ai mới là người mạnh hơn. Nghiêm sư phụ rời đi cùng với Lương Khoan sau khi ông đánh bại Phi Hồng, sau đó gia nhập băng đảng Sa Hà, mặc dù Lương Khoan có phản đối việc hợp tác với bọn côn đồ này. Ngay sau khi Nghiêm sư phụ rời đi, quan tuần phủ xuất hiện và ra lệnh cho quân lính tìm kiếm những dân quân chạy trốn ở Bảo Chi Lâm. Phi Hồng và các đệ tử của anh chiến đấu với quân lính của quan tuần phủ để kéo dài thời gian cho Dì Mười Ba, Tô "răng hô" và người công nhân trốn thoát. Phi Hồng sau đó đầu hàng và bị bắt giam cùng với các đệ tử. Trong khi đó, băng đảng Sa Hà giết chết người công nhân, bắt được Dì Mười Ba và đưa cô về căn cứ của Jackson. Tô "răng hô" đã chạy thoát và đến trại giam để báo tin cho Phi Hồng. Những người lính canh rất nể phục Phi Hồng nên tự ý thả anh và các đệ tử ra.
Phi Hồng và các đệ tử cải trang và xâm nhập vào căn cứ của Jackson để giải cứu Dì Mười Ba. Nghiêm sư phụ đánh tay đôi với Phi Hồng một lần nữa, lần này Phi Hồng đã đánh bại võ sư họ Nghiêm. Cùng lúc đó, Lương Khoan và các đệ tử của Phi Hồng đã chiến đấu với băng đảng Sa Hà và quân lính của Jackson, cứu được Dì Mười Ba và những cô gái bị bắt cóc. Nghiêm sư phụ chạy ra ngoài và bị quân lính bắn, trước khi chết ông đã nói lời cuối cùng với Phi Hồng rằng: "Võ thuật không thể chiến thắng súng đạn". Trong cuộc giao chiến trên tàu, thủ lĩnh băng đảng Sa Hà bị xô vào lò lửa và chết cháy. Jackson bắt quan tuần phủ làm con tin, Phi Hồng giết chết Jackson bằng cách búng viên đạn vào đầu hắn và cứu được quan tuần phủ. Cuối phim, Phi Hồng nhận Lương Khoan làm đệ tử thứ tư của mình, sau đó các thầy trò cùng nhau chụp ảnh trong Bảo Chi Lâm.

## Diễn viên
- Lý Liên Kiệt vai Hoàng Phi Hồng
- Quan Chi Lâm vai Dì Mười Ba
- Nguyên Bưu vai Lương Khoan
- Trương Học Hữu vai Tô "răng hô"
- Trịnh Tắc Sĩ vai Lâm Thế Vinh
- Viên Cẩm Huy vai Lăng Vân Khải
- Nhâm Thế Quan vai Nghiêm Chấn Đông
- Hoàng Tử Dương vai Quan tuần phủ
- Khâu Kiến Quốc vai Thủ lĩnh băng đảng Sa Hà
- Jonathan Isgar vai Jackson
- Lưu Tuân vai Lưu Vĩnh Phúc
- Viên Tường Nhân vai Nhạc sư phụ
- Ngọ Mã vai ông Trương

## Giải thưởng
Tại Giải thưởng Điện ảnh Hồng Kông lần thứ 11, bộ phim đã nhận được bốn giải thưởng:
- Đạo diễn xuất sắc nhất
- Dựng phim xuất sắc nhất
- Chỉ đạo hành động xuất sắc nhất
- Nhạc phim xuất sắc nhất